# Abu
Abu (dewanagari माउंट आबू, ang. Mount Abu) – góra w paśmie Arawali w stanie Radżastan w zachodnich Indiach.
Abu tworzy wyraźny płaskowyż o długości 22 km i szerokości 9 km. Najwyższym wzniesieniem masywu Abu jest Guru Shikhar, o wysokości 1722 m n.p.m. Dawna nazwa Abu to „Arbudaanchal”.
Masyw znajduje się 58 km od miasta Palanpur (Gujarat).
W masywie góry Abu, opodal wsi Dilwara, wzniesiono pięć dźinijskich świątyń, należących do najstarszych obiektów sakralnej architektury dźinijskiej. Są to: Vimal Vasahi Temple (z ok. 1021) dedykowana pierwszemu tirthankarowi, Luna Vasahi (Shri Nemi Nathji Temple; 1230), Pittalhar Temple (XV w.), Parshvanatha Temple (1458–1459), Mahavir Swami Temple (1582).